# Lotus kunkelii
La  yerbamuda de Jinámar (Lotus kunkelii) es un endemismo local de la costa este de la isla de Gran Canaria que pertenece a la familia Fabaceae. 

## Distribución
La única población natural de la especie se encuentra situada dentro de
los límites del sitio de interés científico de Jinámar, que comparten los municipios de Las Palmas de Gran Canaria y Telde. Todos los ejemplares se encuentran más concretamente al norte de la desembocadura del barranco de Jinámar.

## Historia
En 1972 se describe por primera vez la Lotus kunkelii (inicialmente como Lotus lancerottense subsp. Kunkelii) a partir de material recolectado en 1956 en la desembocadura del barranco de Jinámar, justo antes de que se llevaran a cabo obras de acarreo de arena en la zona y se destruyera gran parte de su población. 
Siempre ha existido controversia sobre si es una subespecie de Lotus lancerottense, de Lotus arinagensis o una especie aparte. En 2006 se realizó un estudio genético que reveló la validez del taxón. 

## Descripción
Se trata de una planta perenne, pseudo-rastrera, leñosa en la base, que puede medir hasta 30 cm de altura y que se encuentra cubierta de un indumento blanco grisáceo. Las hojas son sésiles, carnosas y dispuestas en verticilos, que puede albergar hasta 12 semillas. Las inflorescencias cuentan con dos o cuatro flores de color amarillo.

## Biología

### Hábitat
Especie heliófila y halófila, siendo capaz de resistir condiciones de elevada salinidad. Está ligada a ambientes costeros, asociada a pequeñas acumulaciones de arena y sedimentos eólicos con escaso desarrollo de suelo. En su zona de distribución hay temperaturas altas (la temperatura median anual supera los 20 °C, no registrando valores inferiores a 14 °C en ningún mes del año), y precipitaciones escasas e irregulares (precipitación media anual es inferior a 200 mm), lo que soporta gracias al desarrollo de unas raíces muy potentes y profundas y a la pérdida de las ramas más largas en las épocas más desfavorables.
Por otro lado cabe destacar que convive en su hábitat con Lotus glaucus sin que se hayan detectado procesos de hibridación, que parecen ser comunes entre otras especies del género.

### Reproducción
La floración se desarrolla entre los meses de noviembrec y abril, restringiéndose la misma a los ejemplares de mayor tamaño, aunque pueden aparecer flores aisladas hasta los meses de junio y julio. los principales vectores de polinización son los insectos,  fundamentalmente himenópteros.
La fructificación es abundante, produciéndose normalmente entre febrero y junio. En cuanto a la dispersión de las semillas se produce fundamentalmente por balocoria a corta distancia, al abrirse bruscamente las legumbres, aunque también intervienen otros vectores como el agua y el viento. También las hormigas podrían jugar un papel importante en la dispersión de las semillas y legumbres, ya que, se ha podido comprobar que realizan esta función para especies afines, como Lotus glaucus.
A diferencia de lo que ocurre con otras especies amenazadas de su género, la germinación de semillas no parece revestir ningún problema, hecho que se constata en la misma población, con abundantes plántulas en los meses de invierno y primavera. No obstante, el desarrollo y supervivencia de las plántulas podría suponer un importante escollo para la propagación de la especie.
Las experiencias en cultivo realizadas fuera de su hábitat natural no han sido productivas debido a su peculiar ecología, y se han realizado estudios que describen las dificultades para mantener la especie en cultivo en el Jardín Botánico Viera y Clavijo, debido al carácter estenohalino de la misma. Por otro lado, al igual que otras especies del género Lotus puede reproducirse por esquejes.

## Conservación
El principal factor de amenaza de esta especie lo constituye la alteración, destrucción y degradación de su hábitat, motivada por la construcción de carreteras, la extracción de arena, la acumulación de escombros, el tránsito por pistas circundantes que atraviesan la población, los vertidos incontrolados y las actividades relacionadas con el uso del litoral. Al menos el 85% de la superficie que habita la especie se encuentra bajo la presión antrópica derivada de estas actividades.
Está incluida desde 1998 en el Catálogo Nacional de Especies Amenazadas como especie en peligro de extinción y, posteriormente, en el Catálogo de Especies Amenazadas de Canarias con la misma categoría. La UICN la clasifica como especie en peligro crítico de extinción. 